# Las Pedroñeras
Las Pedroñeras är en ort i Spanien.   Den ligger i provinsen Provincia de Cuenca och regionen Kastilien-La Mancha, i den centrala delen av landet, 140 km sydost om huvudstaden Madrid. Las Pedroñeras ligger 706 meter över havet och antalet invånare är 6 986.
Terrängen runt Las Pedroñeras är platt. Runt Las Pedroñeras är det ganska glesbefolkat, med 28 invånare per kvadratkilometer. Las Pedroñeras är det största samhället i trakten. Trakten runt Las Pedroñeras består till största delen av jordbruksmark.